# Moyie Lake Park
Moyie Lake Park är en park i Kanada.   Den ligger i provinsen British Columbia, i den södra delen av landet, 3 000 km väster om huvudstaden Ottawa. Moyie Lake Park ligger 941 meter över havet. Den ligger vid sjön Moyie Lake.
Terrängen runt Moyie Lake Park är huvudsakligen lite bergig. Moyie Lake Park ligger nere i en dal som går i nord-sydlig riktning. Närmaste större samhälle är Cranbrook, 14,9 km norr om Moyie Lake Park.
I omgivningarna runt Moyie Lake Park växer i huvudsak barrskog. Trakten runt Moyie Lake Park är nära nog obefolkad, med mindre än två invånare per kvadratkilometer.